# Cornflake Girl
Cornflake Girl è un singolo della cantautrice rock statunitense Tori Amos, pubblicato il 10 gennaio 1994 dall'etichetta discografica Atlantic. È stato il primo singolo estratto dal secondo album della cantautrice, Under the Pink, per il mercato europeo, mentre il secondo per quello americano.
Il brano è stato scritto dalla stessa Tori Amos, che l'ha prodotto insieme a Eric Rosse e si ispira al romanzo Possessing the Secret of Joy di Alice Walker, che parla di una donna africana costretta alla escissione del clitoride secondo un rituale tradizionale.
Si tratta di una delle canzoni più note della cantautrice e uno dei singoli di maggior successo: il singolo è entrato nelle classifiche di diversi paesi, raggiungendo la top10 sia nel Regno Unito che in Irlanda.

## Composizione e testo
Il brano fa parte di una trilogia sui tradimenti tra donne insieme a Bells e Waitress, e fu composto da Amos in seguito alla lettura del romanzo Possessing the Secret of Joy di Alice Walker, dove un personaggio minore di un libro precedente di Walker, Il colore viola, si sottopone a una mutilazione genitale nel proprio paese d'origine. Amos rimase particolarmente scioccata da come le bambine vengano sottoposte all'operazione in tenera età per volere delle loro stesse madri, e questo la spinse a riflettere sull'assenza di solidarietà e sorellanza tra donne nella storia umana. La cantautrice ha dichiarato nel 1994 al Baltimore Sun che la lettura del libro le risvegliò molta "memoria sociale" riguardo a donne che si sono accanite l'una contro l'altra e le aprì gli occhi sull'illusione di una possibile sorellanza femminile, con gli uomini visti sempre come il carnefice e la donna dipinta sempre come la vittima. Sul numero della rivista Life del 7 febbraio 1994 l'artista ha dichiarato: "nel libro non sono gli uomini, ma le madri, coloro di cui avevi più fiducia di chiunque altro, che ti dicono che [la mutilazione] sia la cosa migliore per te. Questo ha provocato dolore al mio essere. Quello che come donne non abbiamo mai posseduto è ciò che ci siamo negate l'un l'altra - ci toglieremo la vita l'un l'altra nel momento in cui sentiremo che la nostra posizione è minacciata".
Nel testo le cornflake girls (ragazze cereali) vengono contrapposte alle raisin girls (ragazze uvetta): a detta della stessa cantautrice, le prime sono "puritane, conformiste e obbedienti all'autorità", mentre le seconde originali, indipendenti e sessuali". Amos paragona le cornflake girls al pane bianco industriale preconfezionato, e le raisin girls al pane integrale artigianale. La cantante afferma nel testo di non essere mai stata una cornflake girl, ma che ha sempre preferito stare insieme alle raisin girls, quelle che non si uniformano agli stereotipi e agli schemi imposti, ma preferiscono stare "dall'altra parte". L'idea del paragone con i cereali e l'uvetta venne da una pubblicità per i cereali Kellog's a cui Amos prese parte da giovanissima, nelle vesti di una pianista da piano bar. L'artista ha affermato in un'intervista: "mi sono complimentata con me stessa pensando di essere il cavallo di Troia lì: una raisin girl tra le cornflake girls". La scelta dei due alimenti da attribuire ai due tipi di donne si basa sul fatto che Amos notò come nei supermercati i cereali siano comunissimi e presenti in grandi quantità e sotto varie forme, mentre l'uvetta è rara e difficile da trovare.
Il testo cita anche altri due personaggi immaginari, il "Coniglio" e "l'Uomo con l'arma dorata", che stando alla cantautrice, sono ulteriori riferimenti a Dio. Il "Coniglio", che in alcune tradizioni indiana rappresenta la paura, è una ragazza che vive nella foresta insieme alla "Volpe", mentre "l'Uomo con l'arma dorata" rappresenta i sogni.
Amos ha affermato in un'intervista al Virginian Pilot che il brano fu fortemente influenzato dalla musica jazz, ma che, nel momento di scriverlo, ha preferito non ascoltare le varie influenze jazz per poter evolvere in maniera indipendente. Oltre alla presenza del pianoforte suonato dalla cantante, il brano presenta l'utilizzo di una base di chitarra e una di mandolino che strimpella velocemente aprendo la canzone. Entrambi gli strumenti sono suonati da Steve Caton. Inoltre, la canzone fa grande utilizzo di un fischietto trovato su un computer Apple dalla cantante. Amos ha dichiarato al Baltimore Sun che l'addetto al mixaggio Kevin Killen le sconsigliò vivamente l'uso del fischietto in quanto "pacchiano", mentre il partner Eric Rosse rideva sguaiatamente durante la registrazione. Pienamente soddisfatta dell'uso del fischietto, la cantautrice ha rivelato di aver risposto a Killen: "Quando incidi la tua canzone, puoi metterci sopra il tuo mandolino. Questo è un fischietto. Inseriscilo, cazzo. Inserisci il campionamento". Riguardo alla parte del pianoforte, in un'intervista a Bam la cantante ha affermato di trovarsi d'accordo con la descrizione del giornalista, il quale ha paragonato l'arrangiamento a "un marinaio ubriaco [che suona] in un bar sul mare".

## Video

### Versione europea
Il primo video girato dalla cantante per il singolo fu diretto dal duo di registi inglesi Big TV! e girato in due giorni di riprese a Los Angeles, insieme a quelle per il video di God. L'atmosfera del video è piuttosto surrealista e si ispira a Il mago di Oz e Alice nel paese delle meraviglie, ma in chiave di un incubo. Quest'idea è stata proposta dai registi dopo aver ascoltato il brano. L'idea di base è quella di Dorothy che finisce all'inferno invece che in Oz, e questo è reso dai registi attraverso l'uso dei colori. Difatti, se nel film Il mago di Oz del 1939 diretto da Vincent Minnelli le scene iniziali del mondo reale sono in bianco e nero e quelle ambientate in Oz sono in technicolor, il video di Cornflake Girl si apre con una sequenza a colori saturi che mostra la cantante adagiata su un pianoforte prima di addormentarsi, e appena si addormenta la camera "entra" nei suoi sogni, che sono in bianco e nero. La stanza in cui la cantante dorme presenta una gabbia dorata dove un uccello meccanico canta il motivo del fischietto della canzone. La parte in bianco e nero si apre con un uragano e delle case che volano, proprio come ne Il mago di Oz. Successivamente l'incubo della cantante si sposta in una dimensione cosmica, dove, oltre alle case, volano anche varie donne appartenenti a culture e etnie differenti, come quella eschimese o cinese. Due ragazze vestite da liceali alla moda inscenano una lotta, in richiamo al testo della canzone che parla dei tradimenti e della crudeltà tra donne. Nella scena dell'incubo, la cantante è sospesa nel cosmo come tutto il resto e ha un piede legato al proprio pianoforte; finisce poi per cadere in un'enorme ragnatela. In questa sequenza Amos indossa due enormi stivali di pelliccia, scelti dalla sua stylist personale Karen Binns e ritenuti "maledettamente pesanti" dalla cantante, e una camicia di forza slacciata. Il video si chiude con il ritorno nella stanza e il risveglio della cantante, mentre nella camera sono entrate molte foglie secche dalla finestra aperta. Il video è stato girato nell'ottica di dare la sensazione di un film muto, utilizzando quella che sembra una camera 16mm. Questa versione fu distribuita solo per il mercato europeo, e non per quello americano.

### Versione americana
Il video girato da Big TV! fu considerato dalla casa discografica e dalla stessa Amos troppo strano, astratto e inquietante per il pubblico nordamericano, così fu deciso di girare una seconda versione destinata al mercato domestico. La versione americana, diretta dalla cantante insieme a Nancy Bennett, è molto più convenzionale stilisticamente e presenta una sorta di storyline, in linea con i tipici video musicali americani. In questo video, rispetto al primo, Amos si è concentrata molto di più sul significato della canzone e sul suo nucleo principale: donne che tradiscono donne. Il video è ambientato in un deserto americano dove la cantante si avventura guidando un pick-up con quattro ragazze adolescenti sul retro. Le quattro ragazze rappresentano le due fazioni della canzone: le conformiste cornflake girls, rappresentate da una adolescente svampita impegnata a creare bolle di sapone e un'altra con cappello che si comporta da bulla, e le anti-conformiste "raisin girls", interpretate da una ragazza rossa e riccia tenuta al lazzo dalla ragazza col cappello e da una ragazza afro-americana che cerca di liberare l'altra dal lazzo. Questi due personaggi sono rispettivamente l'alter ego della cantante e della sua stylist e amica Karen Binns. Durante il viaggio la ragazza bulla col cappello e quella afro-americana si azzuffano tra loro, mentre l'altra cornflake girl continua a soffiare bolle di sapone e a comportarsi in modo naïf, e l'alter ego della cantante mostra un comportamento molto introverso. La cantante ferma il pick-up di fronte all'incontro di un giovane cow-boy che finisce seduto in un pentolone a tagliare verdure destinate alla cottura di se stesso, mentre la cantante e le quattro ragazze inscenano una danza propiziatoria e scoordinata intorno al pentolone, come fossero Indiani. La cantante viene mostrata durante il videoclip mentre canta il brano in un piccolo parco giochi nel deserto, suonando con le dita sul proprio ventre come se fosse una tastiera. Il video si chiude con l'immagine della cantante appesa a testa in giù mentre cerca di raggiungere con la mano il suo alter ego adolescente, la quale è seduta da sola e chiusa nel suo mondo.

## Tracce
CD-Maxi (Atlantic 85655-2 (Warner) / EAN 0075678565526)
1. Cornflake Girl (Edit) - 3:53
2. Sister Janet - 4:01
3. Daisy Dead Petals - 3:02
4. Honey - 3:47

CD-Maxi (EastWest 7567-85693-2)
1. Cornflake Girl - 5:05
2. Sister Janet - 4:02
3. All the Girls Hate Her - 2:23
4. Over It - 2:11

UK Limited Edition CD Single
1. Cornflake Girl – 5:05
2. A Case of You – 4:38
3. If 6 Was 9 – 3:59
4. Strange Fruit – 4:00

## Successo commerciale
Il singolo non ha avuto successo negli Stati Uniti, dove non è riuscito a entrare nella Billboard Hot 100 statunitense, ma è entrato nella top20 della Alternative Airplay della rivista, raggiungendo la dodicesima posizione. All'estero il brano ha avuto molto più successo, diventando in alcuni casi il singolo più famoso della cantante. Nella classifica inglese è stato il quarto singolo di Amos a entrare in classifica ma il primo a entrare nella top10, dove ha raggiunto la posizione numero 4. Anche in Irlanda è diventato il primo singolo della cantante a entrare nella top10, arrivando al numero 9 e passando otto settimane in classifica. Nella classifica australiana è stato il primo singolo a entrare nella top20, dove ha raggiunto la posizione numero 19 e ha speso un totale di quattordici settimane in classifica. Nella classifica canadese il brano ha debuttato alla posizione numero 85 il 31 gennaio 1994, e durante la sua settima settimana di permanenza in classifica è entrato nella top 40 al numero 32, per poi fermarsi alla posizione numero 30. Il singolo ha passato un totale di sedici settimane nella classifica canadese.
Nei Paesi Bassi è stato il primo singolo di Amos a entrare nella top40, dove ha raggiunto la posizione numero 26, mentre nel Belgio fiammingo ha raggiunto la posizione numero 38. Nella classifica italiana il singolo è entrato in top20, arrivando fino al numero 14.

## Classifiche
| Classifica (1994)         | Posizione massima |
| ------------------------- | ----------------- |
| Australia                 | 19                |
| Canada                    | 30                |
| Germania                  | 73                |
| Irlanda                   | 9                 |
| Italia                    | 14                |
| Nuova Zelanda             | 41                |
| Paesi Bassi               | 26                |
| Regno Unito               | 4                 |
| Stati Uniti               | 107               |
| Stati Uniti (alternative) | 12                |

## Cover
La canzone è stata oggetto di cover da parte di diversi artisti, la prima delle quali è stata realizzata dal gruppo Jawbox. Successivamente è stata ripresa anche dal gruppo Tapping the Vein, che ha inserito la sua versione in un album-tributo dedicato a Tori Amos, mentre nel 2010 Imogen Heap ne ha realizzato una versione dal vivo in Australia. Nel 2010 anche la cantante italiana Nathalie ha eseguito una reinterpretazione del brano inserendola nel suo EP di esordio. La band indie-rock britannica Florence + The Machine ha realizzato una versione live del brano nel 2018 per la piattaforma di streaming musicale Spotify, registrato agli RAK Studios di Londra.